# Route nationale 696
Pour les articles homonymes, voir Route 696.
La route nationale 696 ou RN 696 était une route nationale française reliant Budelière à La Courtine. À la suite de la réforme de 1972, elle a été déclassée en RD 996.

## Ancien tracé de Budelière à La Courtine (D 996)
- Budelière D 996
- Évaux-les-Bains
- Fontanières
- Rougnat
- Auzances
- Le Compas
- Saint-Bard
- La Maison Rouge, (commune de Saint-Bard)
- Crocq
- Flayat
- Croix Longe, (commune de Saint-Oradoux-de-Chirouze)
- La Courtine D 996